# Starlette
Starlette (französisch Satellite de Taille Adaptée avec Réflecteurs Laser pour les Études de la Terre) ist der Name eines französischen Satelliten, der am 6. Februar 1975 mit einer Diamant-B-P4 vom Centre Spatial Guyanais in Kourou aus für Zwecke der Satellitengeodäsie gestartet wurde.
Die Hauptanwendungsgebiete des Starlette-Satelliten sind die Bestimmung von:
- Erd- und Meeresgezeiten (Hauptziel)
- geozentrischen Stationskoordinaten
- tektonischen Bewegungen
- Erdschwerefeld
- Polbewegung und Erdrotation
- Gezeitenreibung

Wegen der vergleichsweise niedrigen Bahn lassen sich insbesondere die Gezeiten der festen Erde und im Zusammenhang damit Elastizitätsmodelle der Erde studieren.
Der passive Satellit besitzt 60 identische Retroreflektoren (Tripelspiegel), einen Durchmesser von 24 cm, wegen seines Urankerns aber eine Masse von 47 kg. Dadurch wird der Einfluss nichtgravitativer Bahnstörungen verringert, während sich die eigentlich zu analysierenden Anomalien des Erdschwerefeldes als kleine Irregularitäten der Bahn auswirken. Der Satellit dient auch als reines Hochziel, um weit entfernte Stationen mittels Stellartriangulation messtechnisch zu verbinden.
Ein identischer Satellit wurde unter dem Namen Stella am 26. September 1993 von einer Ariane-Rakete gestartet.